# The Blood of Sanctum
«The Blood of Sanctum» es el decimotercer episodio de la sexta temporada de la serie de televisión estadounidense de ciencia ficción y drama Los 100. El episodio fue escrito por Jason Rothenberg y dirigido por Ed Fraiman. Fue estrenado el 6 de agosto de 2019 en Estados Unidos por la cadena The CW. 
Sanctum se convierte en un campo de batalla entre los devotos y los no creyentes. El misterio de la anomalía se profundiza.

## Argumento
Murphy y Emori, haciéndose pasar por los Originales Daniel y Kaylee, logran rescatar a sus amigos de los fanáticos. Trabajando juntos, el grupo domina a los ciudadanos de Sanctum bajo el control de la toxina, salvando a muchos, aunque un número desconocido se mata entre sí en el conflicto. Después de tomar Eligius IV, Clarke se ve obligada a revelarse para evitar que los Originales borren a los miembros de Wonkru. Clarke flota a todos los Originals, excepto a Russell, al espacio, enfureciendo a Russell, que se une al Comandante Oscuro para vengarse. Instada por Clarke, Madi recupera el control y toma cautivo a Russell. Con la vida de Madi en peligro, Raven elimina la Llama, pero descubre que el Comandante Oscuro pudo cargarse en un lugar desconocido. Como consecuencia, todos se preguntan si hicieron lo correcto, mientras que los símbolos conectados a la anomalía se descubren en la espalda de Octavia. El uso de los símbolos hace que la anomalía se expanda y que aparezca la hija adulta de Diyoza, Hope. Hope dice que «él» tiene a su madre y apuñala a Octavia antes de colapsar. Octavia desaparece cuando la anomalía vuelve a la normalidad, dejando su destino desconocido.

## Elenco
- Eliza Taylor como Clarke Griffin.
- Paige Turco como Simone Lightbourne VII.
- Bob Morley como Bellamy Blake.
- Marie Avgeropoulos como Octavia Blake.
- Lindsey Morgan como Raven Reyes.
- Richard Harmon como Jhon Murphy.
- Tasya Teles como Echo / Ash.
- Shannon Kook como Jordan Green.

## Curiosidades
- En este episodio la llama es destruida por Raven.
- En este episodio se revela que en realidad Diyoza (Ivana Miličević) sigue viva.
- Este episodio marca la primera aparición de Hope Diyoza (Shelby Flannery)

## Recepción
En Estados Unidos, The Blood of Sanctum fue visto por 0.59 millones de espectadores, de acuerdo con Tv by the Numbers.

### Recepción crítica
Yana Grebenyuk para TV Fanatic: "Lo que este final no fue fue un final apropiado para una temporada. Sucedió demasiado, tratando de ponerse al día con los últimos dos episodios, y dejó demasiado sin respuesta. Eso está perfectamente bien para un final con cliffhangers, pero no fueron las cosas correctas las que quedaron con signos de interrogación".
Delia Harrington para Den of Geek: "Este final incluyó preguntas para la temporada final del próximo año durante todo su tiempo de ejecución".